# Praha (Brdská vrchovina)
Praha je druhý nejvyšší vrchol středočeského pohoří Brdy severozápadně od Rožmitálu pod Třemšínem. Spolu s vrcholem Malý Tok (844 m n. m.) vystupuje příkrým jižním svahem nad Rožmitálskou kotlinu. Vrchol se nachází na území bývalého vojenského újezdu Brdy, a proto až do zrušení újezdu k 1. lednu 2016 nebyl přístupný pro veřejnost. Nyní se nachází v Chráněné krajinné oblasti Brdy a na vrchol je možné dojít po žlutě značené turistické trase.
Ke dni 1. říjnu 2016 se vrchol (včetně nedaleké meteorologické věže) nacházel na katastrálním území Nepomuk v Brdech, které je od 1. ledna 2016 součástí obce Nepomuk, jižní část vrcholové plošiny včetně Čákovy vyhlídky se nachází na katastrálním území Věšínu, jež je od 1. ledna 2016 součástí obce Věšín.

## Název
Na mapě druhého vojenského mapování je vrchol označen názvem Brag Berg, na mapě třetího vojenského mapování jako Praha. Název Praha pravděpodobně pochází z období národního obrození, kdy byl vrch pojmenován místními vlastenci podle hlavního města Prahy. Podobně byl pojmenován i druhý nejvyšší bod Křivoklátské vrchoviny (Radče) Brno (718 m) podle stejnojmenného města.

## Stavby na vrcholu
Za druhé světové války byla na vrcholu Praha postavena vojenská radarová ústředna, určená pro navádění německých nočních stíhačů. Bylo zde také odposlouchávací zařízení. Radary byly umístěny na několika dřevěných věžích. Do dnešního dne se zachovaly zbytky ostění poblíž vrcholu. V období komunistického režimu byl vojenský radiolokátor umístěn na vyšší věži ocelové konstrukce.

### Meteorologická věž
V roce 2000 byla na vrcholu postavena nová, 56 metrů vysoká železobetonová meteorologická věž, na které je umístěn meteorologický radar, televizní vysílač, převáděč a další zařízení.

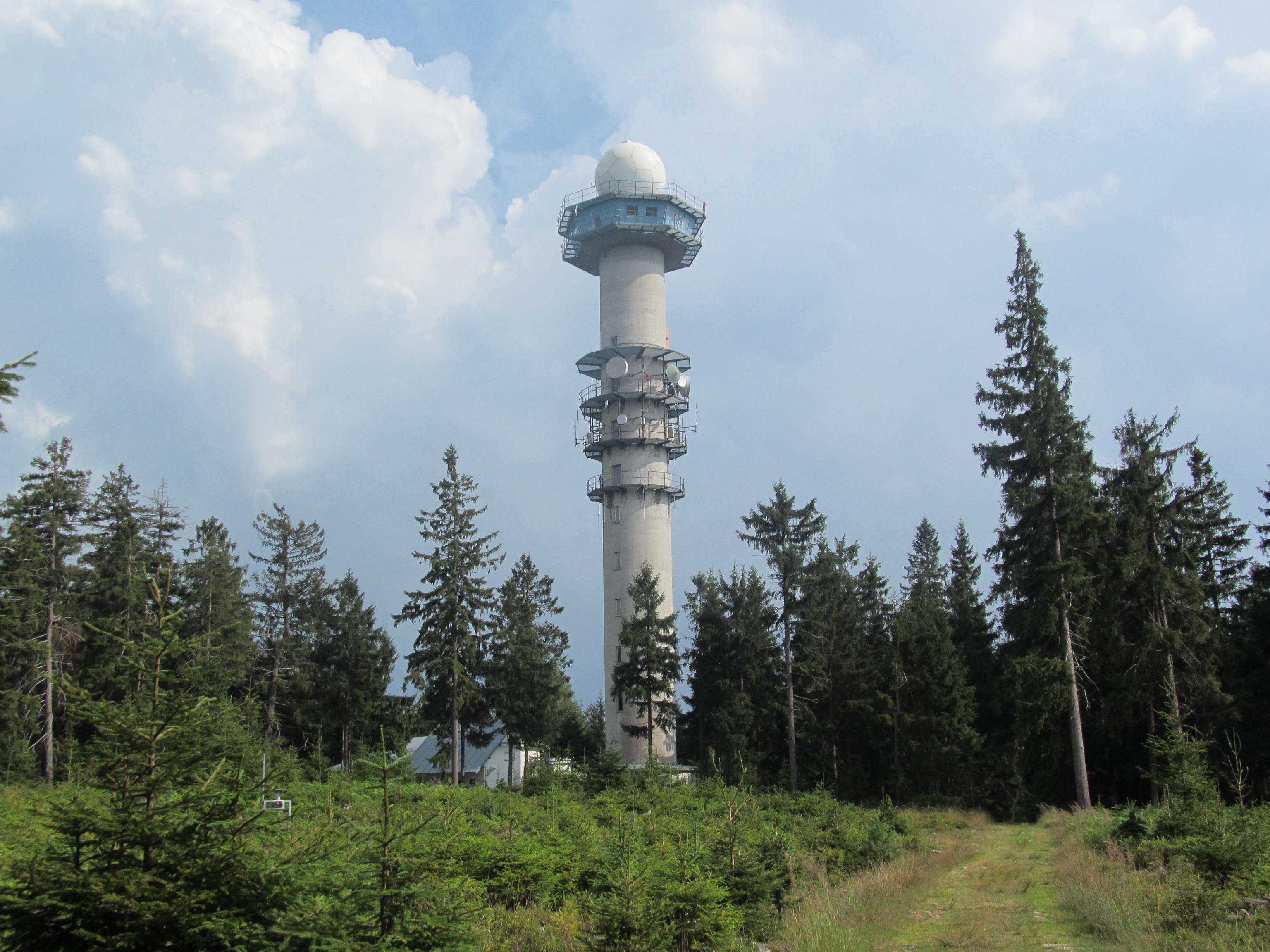
Meteorologická věž Brdy na vrcholu Prahy

Meteorologický radar slouží k detekci srážkové oblačnosti. Spolu s radarem Skalky u Protivanova je součástí radarové sítě ČHMÚ. Při maximálním dosahu 256 km radar pokrývá celé území Čech. Signál je vysílán v krátkých pulsech na frekvenci 5630 MHz. Interval měření je 5 min. Digitální zpracování přijatého signálu umožňuje vytvářet aktuální mapy srážkového pole o vysokém prostorovém rozlišení 1 km.
Z ochozu radarové věže v nadmořské výšce 916 m je za dobré viditelnosti kruhový rozhled na Šumavu, Krušné hory, Krkonoše a další české pohraniční hory. Za zcela specifických atmosférických podmínek byly z vrchu Praha pozorovány i Alpy. Jejich přímá viditelnost je však z důvodu zakřivení Země vyloučena. Asi 350 m jižně od radaru se nachází Čákova vyhlídka (49°39′16″ s. š., 13°48′58″ v. d.)